# Juste avant le crépuscule
Juste avant le crépuscule (titre original : Just After Sunset) est un recueil de nouvelles d'horreur écrites par Stephen King, publié en 2008 et traduit en français en 2010. Ce recueil a reçu le prix Bram Stoker du meilleur recueil de nouvelles 2008. Il comporte treize nouvelles dont onze ont été publiées dans divers magazines ou anthologies dans les années 2000, hormis Un chat d'enfer, qui date des années 1970, et N. qui était inédite.

## Contenu
- Willa, 2010 ((en) Willa, 2006)
- La Fille pain d'épice, 2010 ((en) The Gingerbread Girl, 2007)
- Le Rêve d'Harvey, 2010 ((en) Harvey's Dream, 2003)
- Aire de repos, 2010 ((en) Rest Stop, 2003)
- Vélo d'appart, 2010 ((en) Stationary Bike, 2003)
- Laissés-pour-compte, 2010 ((en) The Things They Left Behind, 2005)
- Fête de diplôme, 2010 ((en) Graduation Afternoon, 2007)
- N., 2010 ((en) N., 2008)
- Un chat d'enfer, 1999 ((en) The Cat from Hell, 1977)
- Le New York Times à un prix spécial, 2010 ((en) The New York Times at Special Bargain Rates, 2008)
- Muet, 2010 ((en) Mute, 2007)
- Ayana, 2010 ((en) Ayana, 2007)
- Un très petit coin, 2010 ((en) A Very Tight Place, 2008)

## Résumés

### Willa
David fait partie des passagers qui attendent dans une gare déserte qu'on vienne les secourir après que leur train a déraillé. Il part chercher sa fiancée Willa qui en avait assez d'attendre et est partie pour la petite ville voisine. Mais, quand il finit par la retrouver dans un bar, Willa lui révèle quelque chose qu'elle est la seule des passagers à avoir comprise. 

### La Fille pain d'épice
Depuis la mort de sa petite fille, Emily passe son temps à courir pour atténuer son chagrin. À la suite d'une dispute avec son mari, elle quitte son domicile et part s'installer sur une petite île de Floride où son père possède une petite maison. Là-bas, elle fait du jogging pendant des heures mais, au cours d'une de ses sorties, elle découvre le cadavre d'une femme dans le coffre de la voiture du seul autre habitant de l'île actuel.   

### Le Rêve d'Harvey
Au petit déjeuner, Harvey commence à raconter à sa femme Janet le rêve très perturbant qu'il vient de faire, et Janet réalise vite que les détails de ce rêve concordent avec la réalité.

### Aire de repos
John Dykstra, qui écrit des romans noirs sous le pseudonyme de Rick Hardin, s'arrête sur une aire de repos afin de soulager un besoin naturel. Mais, arrivé aux toilettes, il entend un homme se disputer violemment avec une femme, puis lui donner des coups. Dykstra se demande ce qu'il doit faire. 

### Vélo d'appart
Les résultats de l'examen médical de Richard Sifkitz, artiste indépendant dans le milieu de la pub, montrent un taux de cholestérol trop élevé, et son médecin, pour lui faire prendre conscience qu'il doit réagir, utilise une métaphore où il compare son métabolisme à une équipe d'ouvriers qui nettoient son organisme mais commencent à se fatiguer. Cette métaphore marque beaucoup Richard, qui peint ces ouvriers et leur invente des personnalités avant de commencer à faire quotidiennement de l'exercice sur un vélo d'appartement. 

### Laissés-pour-compte
Scott Staley est un rescapé des attentats du 11 septembre 2001 qui devait se trouver au World Trade Center ce jour-là mais avait décidé de prendre sa journée. Un an plus tard, des objets appartenant à ses défunts collègues apparaissent dans son appartement. 

### Fête de diplôme
Janice, jeune femme originaire d'un milieu modeste, se rend chez son petit ami Buddy, qui vient quant à lui d'une famille très riche, pour fêter leur diplôme.

### N.
Sheila envoie à son ami d'enfance Charlie des documents appartenant à son frère Johnny, un psychiatre qui vient de se suicider. Ces documents contiennent toutes ses notes à propos d'un de ses patients, nommé N., qui souffre de troubles obsessionnels compulsifs ayant un lien étroit avec le fait qu'il est convaincu d'être devenu le gardien d'un cercle de pierres dans un champ qui est un portail vers une autre réalité, peuplée de monstres terrifiants.  

### Un chat d'enfer
Halston, un tueur à gages, se voit proposer un contrat particulier. Sa cible n'est autre qu'un chat qui, d'après son employeur, est déjà responsable de la mort de trois personnes.  

### Le New York Times à un prix spécial
Annie reçoit un appel téléphonique de son mari, décédé deux jours plus tôt dans un accident d'avion. 

### Muet
Monette, commercial dans la vente de livres, se confesse à un prêtre. Il lui raconte qu'il a pris récemment un auto-stoppeur sourd-muet dans sa voiture et, alors que l'homme s'est endormi, a commencé à lui raconter pour se soulager ses déboires avec sa femme, qui a une liaison avec un autre homme et a détourné de grosses sommes d'argent.  

### Ayana
Un homme raconte une histoire qui commence avec la guérison miraculeuse de son père, atteint d'un cancer du pancréas au stade terminal. Une petite fille aveugle nommée Ayana l'a soigné par un simple baiser et son don a ensuite été transmis au narrateur. 

### Un très petit coin
Curtis Johnson est en procès avec son voisin Tim Grunwald à cause d'une parcelle de terrain qu'ils se disputent et parce que Grunwald est responsable de la mort du chien de Johnson. Grunwald, prétendant vouloir arranger l'affaire, attire Johnson sur un site de construction désert et, sous la menace d'un pistolet, le fait entrer dans des toilettes de chantier qu'il renverse sur le côté porte avant de partir. Johnson doit absolument trouver un moyen de sortir s'il ne veut pas mourir enfermé dans ce très petit coin.

## Accueil et distinctions
Le recueil est resté huit semaines, avec un meilleur classement à la deuxième place, sur la New York Times Best Seller list, y apparaissant le 30 novembre 2008. 
En 2009, Juste avant le crépuscule a remporté le prix Bram Stoker du meilleur recueil de nouvelles et a été nommé au prix British Fantasy. La même année, N. a été nommé au prix British Fantasy de la meilleure nouvelle. En 2006, Laissés-pour-compte a été nommé au prix Bram Stoker de la meilleure nouvelle longue. Et en 2004, Le Rêve d'Harvey a été nommé au prix Bram Stoker de la meilleure nouvelle courte. 

## Livre audio en français
- Stephen King (trad. William Olivier Desmond), Juste avant le crépuscule [« Just After Sunset »], Paris, Audiolib, 21 avril 2010 (ISBN 978-2-35641-227-0, BNF 41492453, présentation en ligne)Texte intégral ; narrateur : Michel Raimbault ; support : 2 disques compacts audio MP3 ; durée : 18 h 35 min  environ ;  référence éditeur : Audiolib 25 0263 1. Recueil de nouvelles.

## Adaptations
- Un chat d'enfer fait partie des trois histoires de Darkside, les contes de la nuit noire, film à sketches de 1990.
- N. a été adaptée sous la forme d'une bande dessinée avec des dessins d'Alex Maleev et un scénario de Marc Guggenheim. Elle est parue en version originale en quatre volumes en 2010[6] et en version française en un seul volume en 2012[7].
- Un long métrage adapté de Willa, réalisé par Christopher Birk (2012), a été projeté dans quelques festivals mais n'a pas été distribué.